# Beväringsmarsch
Beväringsmarsch var en marsch som spelmän spelade under en vandring från hemvist till exercisplats (och tillbaka). Under indelningsverkets tid var ofta kompanierna uppdelade efter socknar. På den tiden fanns ofta en beväringsmarsch för varje socken.